# Xiaomi Mi 6
Xiaomi Mi 6 — смартфон компании Xiaomi, флагман серии Mi, результат 7-летней работы компании.

## Экран
На смартфоне уставлен IPS экран с диагональю 5,15 дюйма, разрешением Full HD и плотностью 428 ppi, аналогичный по характеристикам был у предыдущей модели. Рамки остались достаточно большими по сравнению с Samsung Galaxy S8. Экран имеет олеофобное покрытие, что в большей степени способствует более легкому удалению загрязнений. 

## Камера
В погоне за трендами в смартфоне установили два модуля камер с разными фокусными расстояниями: 12Мп Sony IMX386 c OIS для широкоформатной съемки и 12Мп Samsung S5K3M3 с двукратным оптическим увеличением для портретной съемки с размытием заднего фона.

## Технические характеристики
- Материалы корпуса: стекло, металл (нержавеющая сталь)
- Операционная система: Android 7.1 с оболочкой MIUI 8; получил обновление до Android 9 с оболочкой  MIUI 11
- SIM: лоток с двумя nano-SIM картами
- Экран: 5,15 дюйма, разрешение 1920x1080 пикселей (16:9), ppi 428,
- Процессор: восьмиядерный Qualcomm Snapdragon 835, четыре ядра Kryo 280 2.45ГГц и четыре ядра Kryo 280 1.9ГГц[3]. Содержит 3 млрд транзисторов.
- Графика: Adreno 540 710Мгц
- Оперативная память: 4/6 ГБ
- Память для хранения данных: 64/128Гб
- Основная камера: 12Мп Sony IMX386 + 12Мп Samsung S5K3M3[4], двойная вспышка, эффект боке.
- Фронтальная камера: 8Мп Sony IMX268.
- Сотовая сеть: 2G (850, 900, 1800, 1900), 3G (850, 900, 1900, 2100), 4G (850, 900, 1800, 1900, 2100, 2600).
- Другое коммуникационное оборудование: Wi-Fi 802.11a,b,g,n,ac, Bluetooth 5.0, ИК порт для управления техникой, OTG, NFC/
- Навигация: GPS, ГЛОНАСС, BeiDou.
- Дополнительно: сканер отпечатков пальцев, датчик приближения, гироскоп, акселерометр, электронный компас, барометр, датчик Холла, датчик освещенности.
- Разъёмы: USB Type-C
- Батарея: 3350 мАч, быстрая зарядка Qualcomm Quick Charge 3.0
- Габариты: 70,49 x 145,17 x 7,45 мм
- Вес: 168г (обычная версия), 182г (керамическая версия).

## Защита
Присутствует защита от брызг. Нет сертификации IP.

## Продажи
Презентация смартфона Xiaomi Mi6 состоялась 28 апреля 2017 года. Продажи в Китае стартовали тем же днем, 28 апреля 2017 года. 
В России он начал продаваться уже с 4 июля 2017 года. 
Доступны несколько цветовых решений модели: белый, черный, синий, керамический, и ограниченная серебристая версия.
Модель Xiaomi Mi6 с 6Гб + 64Гб стоила 2499 юаней ($363), а версия 6Гб + 128 Гб  2899 юаней ($421).